# Batiejewo
Batiejewo (ros. Батеево) – wieś (sieło) w Rosji, w Czuwaszji, w rejonie urmarskim. W 2010 liczyła 190 mieszkańców.